# Rudolf Wissell

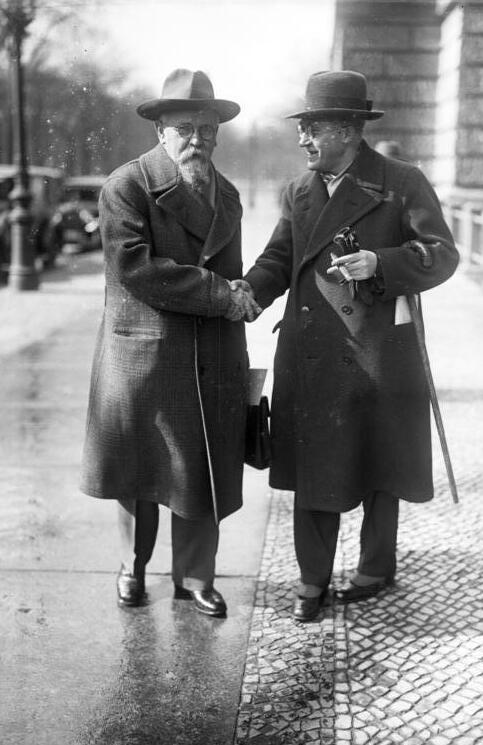
Rudolf Wissell (links), 1930

Rudolf Wissell (auch Rudolf Wissel, * 8. März 1869 in Göttingen; † 13. Dezember 1962 in Berlin) war ein deutscher Politiker (SPD). Er amtierte während der Weimarer Republik unter anderem als Reichswirtschaftsminister und Reichsarbeitsminister.

## Leben

### Leben im Kaiserreich (1869–1919)
Wissell wurde als Sohn eines Obersteuermanns geboren. Nach dem Besuch der Bürgerschule in Bremen von 1876 bis 1883 wurde er bis 1887 zum Dreher und Maschinenbauer ausgebildet. Anschließend war er als Maschinenbauer zunächst in Bremen und danach bis 1901 bei der Kaiserlichen Torpedowerkstatt und bei Bohn und Kähler in Kiel tätig. 1888 wurde er Vorsitzender des Fachvereins der Schlosser und Maschinenbauer, den er 1890 dem Deutschen Metallarbeiter-Verband eingliederte. Im selben Jahr heiratete er. Aus der Ehe gingen fünf Kinder hervor, darunter auch Rudolf Wissell jun.

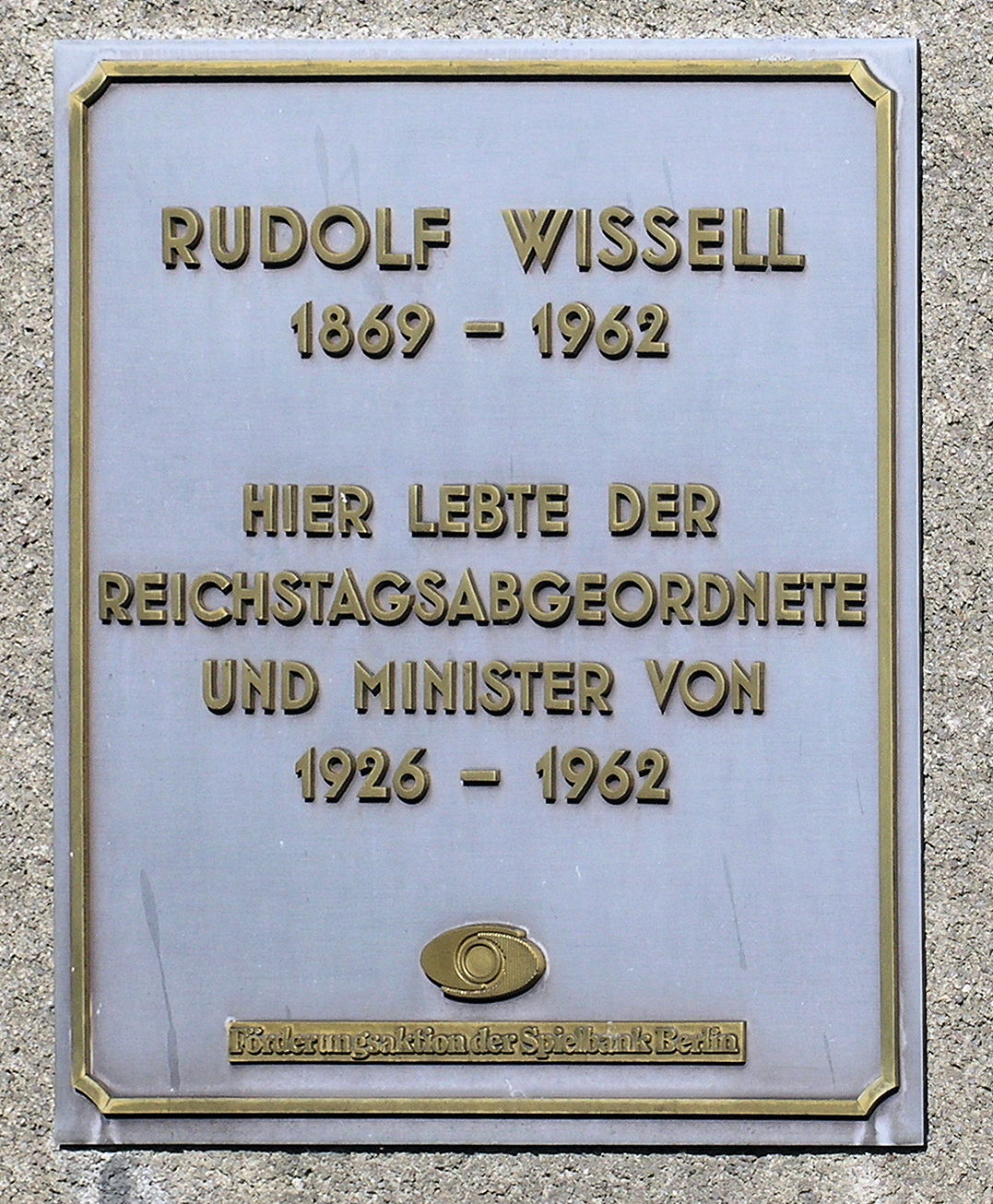
Gedenktafel am Haus Wiesenerstraße 22, in Berlin-Tempelhof

Von 1901 bis 1908 war Wissell Gewerkschaftsfunktionär in Lübeck. Politisch engagierte sich Wissell seit dieser Zeit verstärkt in der SPD, der er seit 1888 angehörte und in der er dem rechten Parteiflügel zugerechnet wurde. Aufgrund des neuen, am 9. August 1905 beschlossenen Wahlgesetzes mit der entsprechenden Verfassungsänderung wurde am 14. November auf dem Lande und am 17. in der Stadt die Erneuerung von einem Drittel der Bürgerschaft, bei der 40 Mitglieder neu zu wählen waren, vollzogen. Um die Zahl der Bürgerschaftsmitglieder nach dem Ausscheiden der seit 1899 Gewählten auf 80 zu erhalten, ist die Auslosung von fünf Mitgliedern erforderlich gewesen. Bei den nun vollzogenen Neuwahlen wurde Wissell neu in die Bürgerschaft gewählt. Ab 1908 war Wissell Mitglied des Zentralarbeitersekretariats der Gewerkschaften in Berlin. Seit 1916 arbeitete er nebenberuflich als Redakteur für das SPD-Organ Vorwärts.
Im März 1918 kam Wissell für den Wahlkreis Potsdam 6 in den Reichstag des Deutschen Kaiserreiches, dem er bis zum Zusammenbruch der Monarchie im November desselben Jahres angehörte. Am 28. Dezember 1918 wurde Wissell zusammen mit Gustav Noske in den Rat der Volksbeauftragten berufen. Die Ernennungen ergab sich durch den Umstand, dass die drei USPD-Mitglieder des Rates sich aus diesem zurückgezogen hatten, was der SPD die Möglichkeit eröffnete, weitere Vertreter in den Rat zu entsenden. Als Zweiter Vorsitzender der Generalkommission der Gewerkschaften setzt er sich während der Revolution außerdem für ein Abkommen mit den Arbeitgebern und gegen die Errichtung einer Räterepublik ein. Ein Ergebnis dieser Bemühungen war die Vereinbarung des Stinnes-Legien-Abkommens, in dem die Arbeitgeberverbände die Gewerkschaften erstmals „als berufene Vertreter der Arbeiterschaft“ anerkannten.

### Weimarer Republik (1919–1933)

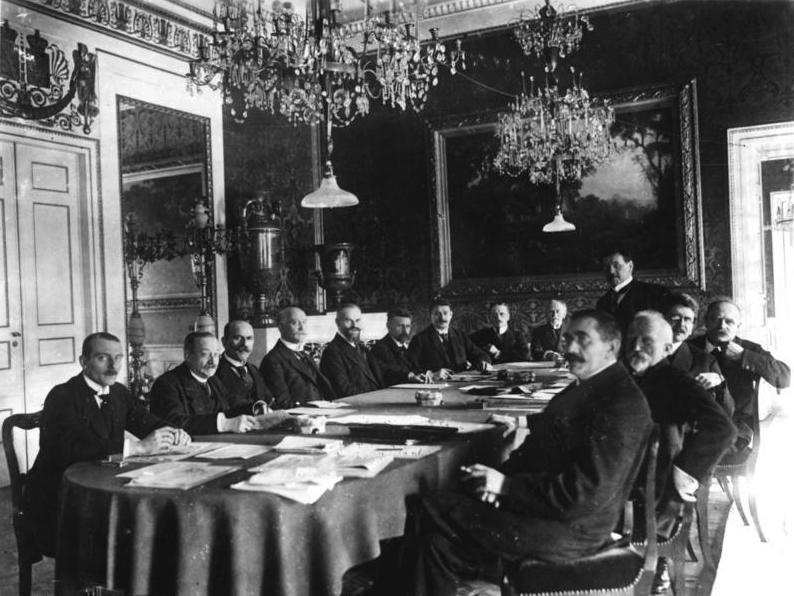
Erste Kabinettssitzung des Kabinetts Scheidemann am 13. Februar 1919 in Weimar. v. l. n. r.: Ulrich Rauscher, Pressechef der Reichsregierung, Robert Schmidt, Ernährung, Eugen Schiffer, Finanzen, Philipp Scheidemann, Reichskanzler, Otto Landsberg, Justiz, Rudolf Wissell, Wirtschaft, Gustav Bauer, Arbeit, Ulrich von Brockdorff-Rantzau, Auswärtiges, Eduard David ohne Portefeuille, Hugo Preuß, Inneres, Johannes Giesberts, Post, Johannes Bell, Kolonien, Georg Gothein, Schatz, Gustav Noske, Reichswehr

Im Januar 1919 wurde Wissell als Kandidat der SPD für den Wahlkreis 4 (Potsdam 1-9) in die Weimarer Nationalversammlung gewählt. Eineinhalb Jahre später, im Juni 1920, zog Wissell als Kandidat der SPD für den Wahlkreis 4 (Potsdam I) in den ersten Reichstag der Weimarer Republik ein. Indem er zwischen 1924 und 1933 siebenmal wiedergewählt wurde, gehörte er dem deutschen Parlament 13 Jahre an, von Juni 1920 bis Juni 1933.
Ergänzend zu seiner Tätigkeit als Reichstagsabgeordneter übernahm Wissell in den 1920er Jahren verschiedene hohe politische Ämter. Vom Februar bis Juli 1919 war Rudolf Wissell der erste Wirtschaftsminister der Republik. In dieser Eigenschaft trat er für eine „zugunsten der Volksgemeinschaft planmäßig betriebene und gesellschaftlich kontrollierte Volkswirtschaft“ ein. Nach dem Scheitern seiner Pläne trat er zurück. In den Jahren 1928–1930 gehörte Wissell als Reichsarbeitsminister dem sogenannten „Kabinett der Persönlichkeiten“ unter Hermann Müller an. 
Aufgrund seines öffentlichen Wirkens wurde ihm 1929 die Ehrendoktorwürde der Universität Kiel verliehen.
Als anerkannter Sozialpolitiker war Wissell von 1919 bis 1924 Vorstandsmitglied des ADGB. Von 1924 bis 1932 fungierte er außerdem als obligatorischer Schlichter bei Tarifauseinandersetzungen in Berlin und Brandenburg.
Wissell nahm an der Abstimmung über das Ermächtigungsgesetz am 23. März 1933 teil. Die SPD-Fraktion stimmte als einzige gegen das Gesetz, das der Diktatur den Weg bereiten sollte.

### NS-Zeit und Nachkriegszeit (1933–1962)
Nach der „Machtergreifung“ der Nationalsozialisten wurde Wissell als prominenter Sozialdemokrat aus dem öffentlichen Leben verdrängt. Er kam für zwei Monate in Haft, sein Reichstagsmandat wurde ihm im Juni 1933 entzogen. Danach lebte er bis 1945 zurückgezogen in Berlin.
Nach 1945 beteiligte sich Wissell am Wiederaufbau der Berliner SPD. Eine Zwangsvereinigung von SPD und KPD lehnte er dabei strikt ab. In seinen späten Lebensjahren wurde er mit zahlreichen Ehrungen bedacht. 1949 wurde er zum Ehrenbürger Berlins ernannt, und 1954 erhielt er das Große Bundesverdienstkreuz mit Stern und Schulterband.

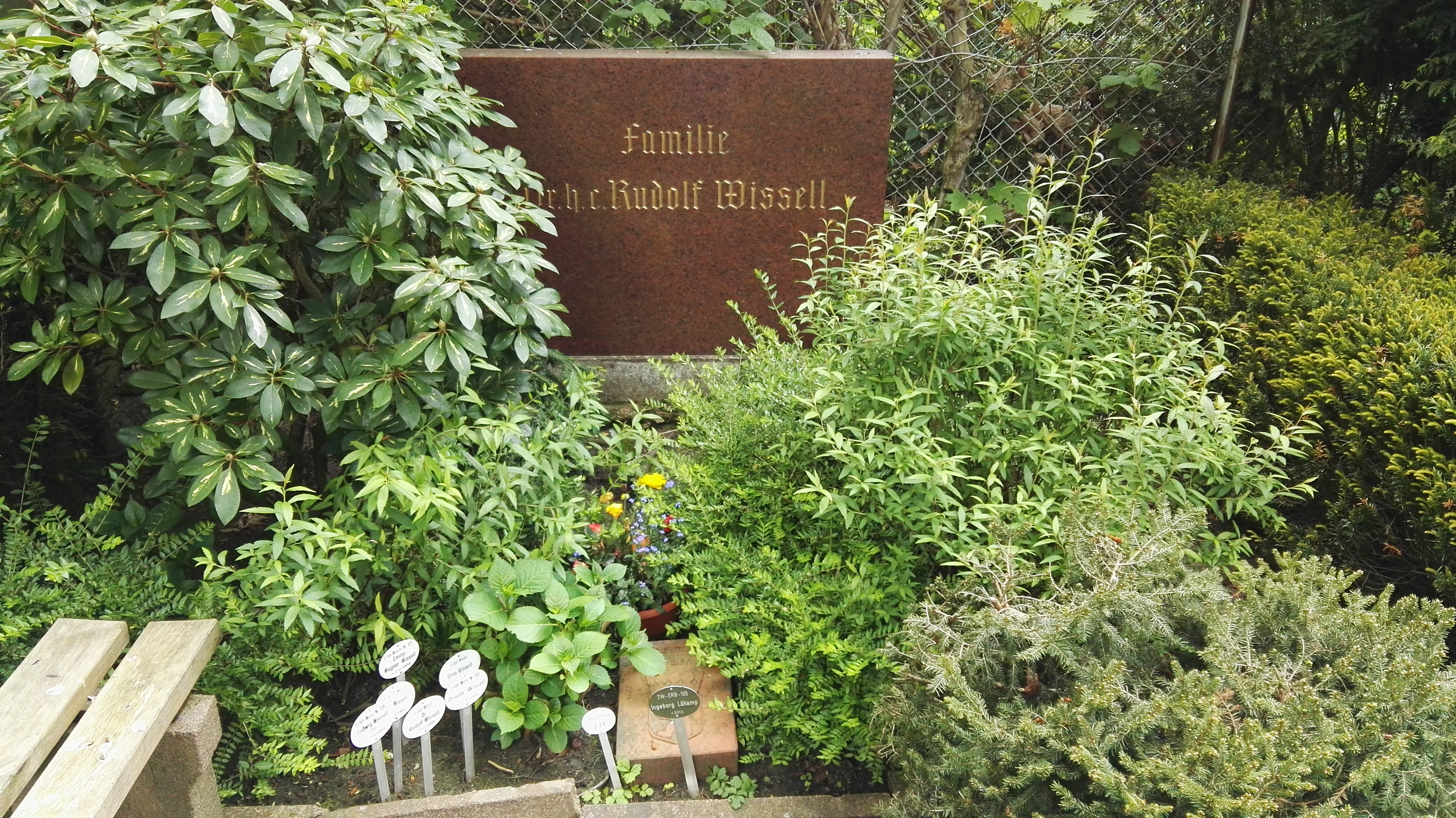
Grabstätte

Wissell wurde in einer Ehrengrabstätte des Landes Berlin auf dem Heilig-Kreuz-Kirchhof der Evangelischen Kirchengemeinde Zum Heiligen Kreuz in Berlin-Mariendorf (Eisenacher Straße 62) bestattet; die Grablage ist 2-W Erb. 105.
Heute erinnern die Rudolf-Wissell-Brücke des Berliner Stadtrings sowie die in den 1970er Jahren errichtete Rudolf-Wissell-Siedlung in Staaken, die Rudolf-Wissell-Grundschule in Gesundbrunnen und die Rudolf-Wissell-Straße in seiner Geburtsstadt Göttingen an Wissells Leben und politische Tätigkeit.
In der Rudolf-Wissell-Siedlung ehrt ihn ein Gedenkstein.

### Familie
Rudolf Wissells Tochter Ulrike Wissell (* 1899; † 1999) heiratete am 7. Juni 1924 den Sozialdemokraten und späteren Präsidenten des Berliner Abgeordnetenhauses Otto Friedrich Bach (* 1899; † 1981).
Rudolf Wissells gleichnamiger Sohn (* 1902; † 1985) war ebenfalls in der SPD aktiv.

## Schriften
- Praktische Wirtschaftspolitik. Unterlagen zur Beurteilung einer fünfmonatlichen Wirtschaftsführung. Verlag Gesellschaft u. Erziehung, Berlin 1919.
- Kritik und Aufbau. Ein Beitrag zur Wirtschaftspolitik der letzten zwei Jahre. Verlag Gesellschaft u. Erziehung, Berlin 1921.

- Der alten Steinmetzen Recht und Gewohnheit, Verlag des Zentralverbandes der Steinarbeiter Deutschlands, Leipzig 1927.
- Des alten Handwerks Recht und Gewohnheit, 2 Bände, Ernst Wasmuth Verlag, Berlin 1929.
- Der soziale Gedanke im alten Handwerk, Verlag Reimar Hobbing, Berlin 1930.
- Zur Gestaltung der Sozialversicherung. Verlag für Wirtschaft u. Sozialpolitik, Hamburg 1947.
- (posthum) Aus meinen Lebensjahren. Mit einem Dokumenten-Anhang hrsg. von Ernst Schraepler, Berlin: Colloquium-Verlag 1983 (= Internationale wissenschaftliche Korrespondenz zur Geschichte der deutschen Arbeiterbewegung / Beihefte 7) ISBN 978-3-7678-0601-6